# Abbaye de Saint-Urbain
L'abbaye de Saint-Urbain ou abbaye de la Sainte-Trinité est une ancienne abbaye bénédictine d'hommes, située à Saint-Urbain-Maconcourt, dans la Haute-Marne, en région Grand Est (ex-région Champagne-Ardenne).

## Histoire

### Fondation de l'abbaye à l'époque carolingienne
Elle aurait été fondée sous le nom d'abbaye de la Sainte-Trinité par Charlemagne au lieu-dit alors Villars-en-Perthois (Villare in pago Perthensi)
Mais son réel fondateur serait plus probablement Erchenraud, évêque de Châlons et peut-être né en ce lieu, qui aurait donné vers 862 à cette abbaye des reliques du pape Saint-Urbain tirées de l'abbaye de Saint-Germain d'Auxerre. Un moine dénommé Héric ayant rapporté avoir été témoin de plusieurs miracles liés à ces reliques, l'abbaye commence à porter le nom de Saint-Urbain.
Vers la même époque, l'empereur Charles le Chauve fit diverses gratifications à l'abbaye à la demande d'Erchenraud, ainsi que le roi Lothaire.
L'abbaye reconnait ces quatre personnages comme fondateurs, qu'elle honorera en les représentant sur les quatre piliers du jubé de l'église abbatiale lors de sa restauration après les ruines dues aux guerres du XVIe siècle avec cette inscription : lcy sont les quatre fondateurs de la maison et église de céans, et prend donc le titre d'abbaye royale.

### L'abbaye entre destruction et restauration
Les comtes de Bar, les seigneurs de Dampierre et surtout les seigneurs de Joinville sont également les bienfaiteurs de cette abbaye, même si ces derniers eurent plusieurs différends avec l'abbaye par la suite. L'abbaye avait en effet accepté de prendre les sires de Joinville comme avoués (ou protecteurs), mais ceux-ci auraient tenté de transformer leur avouerie ou suzeraineté. Cette querelle dura plusieurs siècles et nécessita l'intervention du pape.
Outre les reliques de Saint-Urbain, l'abbaye aurait possédé également des reliques de Saint-Epiphane, évêque de Salamine en Chypre, de Saint-Amand, évêque d'Utrecht, de Saint-Sacerdos, de Saint-Artème, de Saint-Bercaire, de Saint Anatole et de Sainte-Ménehould.
Vers 1323, l'abbaye fut saccagée par des bandes armées et les reliques durent être déplacées à l'église de Chaumont. Afin de protéger les religieux, le pape déclara dans une bulle spéciale en 1324 que l'abbaye était placée sous sa protection. Afin de rebâtir leur abbaye, les moines redoublèrent d'exigence envers leurs sujets et les habitants de Saint-Urbain se révoltèrent et assaillirent l'abbaye. Les officiers du roi durent intervenir pour rétablir l'ordre et l'abbaye, qui ne possédait que deux grosses tours, fut alors fortifiée.
En 1429, l'abbé Arnoult d'Aulnoy reçoit Jeanne d'Arc et son escorte lorsqu'elle quitte Vaucouleurs pour aller trouver le roi de France.
En 1440, l'abbaye fut ravagée par le comte de Vaudémont, mais le roi de France Charles VII permit aux religieux de rebâtir leur monastère.

### Époque moderne, la réforme de Saint-Vannes introduite à l'abbaye
À partir 1568, l'abbaye est ruinée plusieurs fois par les protestants.
En 1648, la réforme de Saint-Vannes est introduite à l'abbaye de Saint-Urbain et lui rend la régularité dont elle avait besoin après ses désastres et l'abandon fréquent de ses abbés commendataires.
En 1763, le nombre de religieux est d'environ vingt moines.
L'abbaye comprenait un collège où l'on enseignait les humanités et qui compta parmi ses disciples Nicolas Furgault, helléniste célèbre.

### Époque contemporaine, disparition de l'abbaye
Lors de la Révolution française, l'abbaye fut déclarée Bien national, à la suppression des ordres réguliers. L'église abbatiale fut détruite. Les bâtiments du monastère ont été en partie conservés, mais il n'en reste que peu de chose de nos jours. Différents vestiges sont inscrits au titre des monuments historiques par arrêté du 15 septembre 1947.

## Liste des abbés
- Adacus ou Idacus, abbé vers l'an 1000.
- B..., abbé vers l'an 1018.
- Richard, abbé de Saint-Vannes de Verdun et qui administre aussi l'abbaye de Saint-Urbain jusqu'à sa mort en 1046
- Etienne, assista en 1049 au Concile de Reims et gouvernait encore en 1078. Il composa la vie de Saint-Memmie, évêque de Châlons.
- Adalric, dit aussi Odolric, Odéric ou Olric, abbé en 1104 et 1116.
- Hugues Ier, moine de Saint-Bénigne de Dijon, que Saint Bernard appelle homme de bien, abbé en 1121 et décédé avant 1126.
- Hugues II, abbé en 1131 , où il reçoit du pape Innocent II une bulle de protection pour l'abbaye et en 1132.
- Ayrard Ier, abbé en 1134.
- Pierre Ier, abbé en 1137 et 1146. Il reçut la ratification et confirmation des donations faites auparavant à l'abbaye par Charles le Chauve, Charlemagne et Lothaire, régla un différend entre l'abbaye et les religieuses du Val-d'Osne, avec l'agrément de Girard, abbé de Molesme, à qui elles étaient soumises. Il fit bâtir une nouvelle église en place de l'ancienne, dédiée à la Sainte-Trinité, où reliques furent transférées en 1140.
- Ayrard II, dit aussi Airalde ou Aralde, abbé en 1151 et 1157.
- Martin, abbé en 1168 et 1183. Il obtint en 1181 de Guy, évêque de Châlons-sur-Marne, une sentence contre Pierre, chapelain de Joinville.
- Gauthier, abbé en 1193 et 1221 . Il est probable qu'il y eut deux abbés de ce nom, mais on ignore l'époque où le second gouvernait.
- Geoffroy Ier, abbé en 1233 et 1237. Il gouvernait déjà en 1231 en qualité d'abbé de Saint-Evre de Toul et d'administrateur de l'abbaye de Saint-Urbain. Toutefois il n'est pas absolument certain qu'il s'agisse ici du même Geoffroy.
- Adam, abbé en 1240 et 1258. Il donna en 1240 à Jean, sire de Joinville et à ses chevaliers, une grande quantité de beaux joyaux, lors de son départ pour la croisade.
- Geoffroy II, abbé en 1263, époque où il est qualifié du titre de chapelain du pape en plusieurs chartes. Il est encore appelé abbé de Saint-Urbain dans une charte de 1273 de Jean, sire de Joinville, mais alors il vivait retiré au monastère de Saint-Urbain comme simple religieux. Geoffroy II défendit vaillamment les droits de l'abbaye contre les prétentions de ce sire de Joinville, même en 1295 longtemps après avoir résigné la charge abbatiale.
- Jacques Ier, abbé en 1269 et 1282. Il dut résigner au suivant, son neveu.
- Jacques II, abbé en 1285 et jusqu'à sa mort en 1301. Il érigea en 1291 la chapelle Saint-Sauveur dans la maison-Dieu de l'aumônerie de Saint-Urbain, par reconnaissance pour les services rendus à l'abbaye par son prédécesseur Jacques {Ier} pour le salut de son âme.
- Jean Ier de Saint-Dizier, élu abbé en 1301 et qui gouvernait encore en 1329. Sous son administration, l'abbaye fut saccagée en 1323, et les reliques ont du être déplacée au château de Chaumont. En 1327, il fît une transaction avec le prieur d'Epineuseval.
- Thibaut de Montfélix, abbé en 1331 et 1351. Il conclut en 1343 un arrangement avec Agnès, abbesse de Benoîtevaux.
- Simon Ier, abbé en 1358 et 1360.
- Guy, abbé en 1368 et 1369. Il donna une charte d'affranchissement aux habitants de Fronville (cet abbé n'est pas mentionné par les auteurs du Gallia Christiana).
- Simon II de Chaumont. Il est évincé en 1396 et est obligé de céder sa charge.
- Dominique d'Augeville, abbé en 1396.
- Jean II de Nanteuil, abbé en 1403 et 1404. Il est déjà cité comme abbé dans un acte de 1390.
- Arnoult d'Aulnoy, abbé en 1427 et jusqu'à sa mort en 1439. Il reçut Jeanne d'Arc après qu'elle quitte Vaucouleurs pour aller trouver le roi de France.
- Jean III Guyot, abbé en 1439 et 1457. Il dut subir les attaque du comte de Vaudémont. En 1456, le cardinal Alain, légat du pape Calixte, conféra à l'abbé de Saint-Urbain le droit de porter les insignes épiscopaux, l'abbaye de ce nom étant réputée l'une des douze plus célèbres de la France.
- Jean IV du Châtelet, abbé en 1468 et 1494.
- Robert de Lenoncourt, premier abbé commendataire en 1502 et 1530. Il devint archevêque de Tours, puis de Reims.
- Charles de Lorraine, cardinal-archevêque de Reims, abbé commendataire.
- Louis Ier de Lorraine, archevêque de Reims, abbé commendataire de 1578 à 1588. Puis, durant une vacance de cinq ou six ans, l'abbaye fut administrée par Jean Courtin, qui en était économe en 1594.
- Louis II de Lorraine, archevêque de Reims, abbé commendataire de 1596 à 1618, où il permute avec le suivant pour l'Abbaye de Chaalis.
- Achille de Harlay de Sancy (ancien abbé de Chaalis), abbé commendataire de 1618 à 1628, mais il quitte la cléricature pour se marier et résigne pour son frère.
- Christophe-Auguste de Harlay, abbé commendataire en 1628 et 1639 ; il perdit ensuite sa charge en rentrant dans le siècle pour épouser Françoise-Charlotte de Thon.
- Michel Ier Tubeuf, conseiller et aumônier du roi, abbé commendataire en 1643 et jusqu'en 1655 où il résigne. Cet abbé, peu aimé des religieux de Saint-Urbain, devint évêque de Saint-Pons, puis de Castres, et mourut en 1682.
- Michel II Révérend de Bougy, abbé commendataire de 1655 à 1681 où il meurt et est inhumé au Mont-Valérien près de Paris. Cet abbé, qui se rendit très-odieux par ses duretés et ses violences contre les religieux, s'il faut en croire les papiers de l'abbaye, agrégea le monastère à la congrégation de Saint-Vannes, œuvre qui avait déjà été entreprise par son prédécesseur en 1648 et 1653.
- Jean-Baptiste-Thomas Hue de la Roque de Miromesnil, chanoine de Paris, abbé commendataire de 1681 à 1732 où il meurt.
- Emmanuel-Henri-Timoléon de Cossé-Brissac , abbé commendataire de 1732 à 1758 où il meurt, étant évêque de Condom.
- Pierre II du Caylar, évêque de Digne, abbé commendataire en 1758 et 1781. Sous son administration le maître-autel de l'église abbatiale fut déplacé, ainsi que les saintes reliques. L'abbaye de Saint-Urbain se trouvait vacante en 1789, probablement après la mort de Pierre du Caylar, qui dut être le dernier abbé.

## Sources
- L'abbé Roussel, Le diocèse de Langres : histoire et statistique, 1875.
- Émile Jolibois, La Haute-Marne ancienne et moderne, 1858.